# Oratorio di San Sebastiano (Rossiglione, Rossiglione Inferiore)
L'oratorio di San Sebastiano è un luogo di culto cattolico situato nella borgata di Rossiglione Inferiore, in via Giovanni Battista Olivieri, nel comune di Rossiglione nella città metropolitana di Genova.

## Storia e descrizione
Sito nella Contrada di San Sebastiano non si conosce ancora oggi la probabile fondazione dell'oratorio anche se alcune fonti storiche riportano la datazione intorno al XV secolo. La prima citazione ufficiale di tale edificio risale al 1585 quando vi fu la visita apostolica del vescovo di Viterbo monsignor Carlo Montigli.
Nelle diverse relazioni, alcune di esse conservate presso l'archivio arcivescovile della diocesi di Acqui sono datate al XVII e XVIII secolo, non compare però alcuna descrizione della struttura esterna rifatta in seguito nel 1910.
Sulle opere conservate, tra cui una statua in legno raffigurante il Martirio di san Sebastiano, vi furono invece alcuni inventari del Settecento nei quali vengono descritti i vari beni materiali dell'oratorio. Tali elenchi verranno  in seguito smarriti non consentendo ad oggi di stabilire quale opere o suppellettili adornarono anticamente l'edificio.
Ancora oggi sono conservati, oltre alla statua lignea settecentesca di scultore sconosciuto, i resti di un reliquiario in marmo del XVII secolo, due crocefissi processionali nonché alcuni quadri e croci astili del XIX secolo.